# Communauté de communes du Pays corbigeois
La communauté de communes du Pays corbigeois est une ancienne communauté de communes française, située dans le département de la Nièvre et la région Bourgogne-Franche-Comté. Elle faisait également partie du Pays Nivernais-Morvan.

## Composition
Elle étaitcomposée des communes suivantes :
- Anthien
- Cervon
- Chaumot
- Chitry-les-Mines
- La Collancelle
- Corbigny
- Epiry
- Gâcogne
- Germenay
- Héry
- Magny-Lormes
- Marigny-sur-Yonne
- Mhère
- Mouron-sur-Yonne
- Pazy
- Sardy-lès-Épiry
- Vauclaix

## Historique
La communauté de communes Pays corbigeois fut créée par arrêté préfectoral le 7 décembre 2001 pour une prise d'effet officielle au 1er janvier 2002.
Par la suite[Quand ?], la commune de Marigny-sur-Yonne intègre l'intercommunalité.
Elle fusionne avec deux autres intercommunalités pour former la communauté de communes Tannay-Brinon-Corbigny au 1er janvier 2017.

## Sources
- Le SPLAF (Site sur la Population et les Limites Administratives de la France)v
- La base ASPIC